# Michel Constantin
Michel Constantin, pseudoniem van Constantin Hokhloff, (Boulogne-Billancourt, 13 juli 1924 - Draguignan, 29 augustus 2003) was een Frans acteur. Hij vertolkte heel dikwijls bijrollen in ruim vijftig films waarvan de meerderheid gedraaid werd in de periode 1966-1974. 

## Leven en werk

### Sportman en journalist
Constantin was een talentvol sportman toen hij als arbeider bij Renault werkte. Hij deed aan sport bij COB Billancourt, een omnisportvereniging die door Renault in 1917 werd opgericht. Na de Tweede Wereldoorlog werd hij lid van de Franse nationale volleybalploeg. Met die ploeg won hij het Franse kampioenschap. 
Daarna ging hij aan de slag als sportjournalist bij L'Équipe. Hij schreef voor deze sportkrant tot 1966. In die periode stapte hij als acteur de filmwereld binnen. 

### Voorkomen en typische rollen
Zijn imposante verschijning, zijn diepe stem en zijn gegroefd, enigszins vroeg verweerd gezicht leenden zich uitstekend tot de rollen van gangster of handlanger. Die handlanger was nogal dikwijls de vriend van een gedetineerde die zou vrijkomen. Soms was Constantin zelf die gevangene. Thrillers, actiefilms, drama's en vooral misdaadfilms maakten dan ook het leeuwenaandeel uit van zijn filmwerk. Af en toe waren die politiefilms komisch van aard, regisseurs castten hem immers graag in komedies. Niet zelden was hij de stoere jongen met een groot hart.
In enkele films trad hij op als verdediger van de wet (inspecteur, commissaris, kapitein van de veiligheidsdiensten) of belichaamde hij een militair (sergeant, adjudant, kapitein). 

### Samenwerkingen
Constantin werd meermaals gecast naast acteurs als Lino Ventura (4 films), Mireille Darc (4), Jean-Paul Belmondo (3) en zijn vriend Charles Bronson (2). Cineasten Georges Lautner (4 films), José Giovanni (3), Robert Enrico (2), Jean-Pierre Mocky (2), Serge Leroy (2), Jean-Claude Missiaen (3) deden graag een beroep op hem om hun filmuniversum kleur te geven.
Hij was opvallend veel te zien in verfilmingen van romans van José Giovanni zoals Jacques Beckers Le Trou (1960), Un nommé La Rocca (1961) van diens zoon Jean Becker, het kassucces Les Grandes Gueules (Robert Enrico, 1965) en Jean-Pierre Melvilles Le Deuxième Souffle (1966). La Loi du survivant (1967) en La Scoumoune (1972) zijn verfilmingen door Giovanni zelf.  
Behalve met Melville werkte Constantin ook samen met andere gevestigde waarden zoals Jacques Becker, Jean Delannoy, Gilles Grangier.
Hij proefde verder van het commercieel succes dankzij de films van Lautner en Giovanni. Naar het einde van zijn carrière toe had hij deel aan twee grote kaskrakers: de anachronistische sandalenfilmparodie Deux heures moins le quart avant Jésus-Christ (1982) en de komische actiefilm Les Morfalous (1984). 
In 1991 nam hij afscheid van de filmwereld.

### Privéleven
In 1957 trouwde Constantin met Maud Serre, een leerkracht. Ze gaf hem een dochter, Sophie (1962). Serre overleed in 1996.
Constantin overleed in 2003 op 79-jarige leeftijd aan een hartaanval veroorzaakt door de Europese hittegolf van 2003.

## Filmografie (ruime selectie)
- 1956 - En effeuillant la marguerite (Marc Allégret)
- 1960 - Le Trou (Jacques Becker)
- 1961 - Un nommé La Rocca (Jean Becker)
- 1961 - La Loi des hommes (Charles Gérard)
- 1963 - Maigret voit rouge (Gilles Grangier)
- 1964 - Les Gorilles  (Jean Girault)
- 1965 - Les Grandes Gueules (Robert Enrico)
- 1966 - Ne nous fâchons pas (Georges Lautner)
- 1966 - Le Deuxième Souffle (Jean-Pierre Melville)
- 1967 - Mise à sac (Alain Cavalier)
- 1967 - La Loi du survivant (José Giovanni)
- 1967 - Dalle Ardenne all'inferno (Alberto de Martino)
- 1968 - The Southern Star (Sidney Hayers)
- 1969 - La Fiancée du pirate (Nelly Kaplan)
- 1970 - La Peau de Torpedo (Jean Delannoy)
- 1970 - Dernier Domicile connu  (José Giovanni)
- 1970 - De la part des copains (Cold Sweat) (Terence Young)
- 1970 - Un condé (Yves Boisset)
- 1970 - Città violenta (Sergio Sollima)
- 1971 - Laisse aller, c'est une valse (Georges Lautner)
- 1972 - Il était une fois un flic (Georges Lautner)
- 1972 - La Scoumoune (José Giovanni)
- 1972 - Un homme est mort (Jacques Deray)
- 1972 - Les Caïds (Robert Enrico)
- 1973 - Le Mataf (Serge Leroy)
- 1973 - La Valise (Georges Lautner)
- 1974 - Un linceul n'a pas de poches (Jean-Pierre Mocky)
- 1974 - Il bestione (Sergio Corbucci)
- 1974 - La Traque (Serge Leroy)
- 1977 - Sahara Cross (Tonino Valerii)
- 1978 - Quel maledetto treno blindato (Enzo G. Castellari)
- 1978 - Ça fait tilt (André Hunebelle)
- 1982 - Tir groupé (Jean-Claude Missiaen)
- 1982 - Deux heures moins le quart avant Jésus-Christ (Jean Yanne)
- 1984 - Les Morfalous (Henri Verneuil)
- 1985 - La Baston (Jean-Claude Missiaen)
- 1991 - Ville à vendre (Jean-Pierre Mocky)